# 阿卜杜勒·哈利克
阿卜杜勒·哈利克（1933年3月23日—1988年3月10日），巴基斯坦男子短跑运动员。他曾参加1956年夏季奥运会和1960年夏季奥运会短跑比赛，还曾获得1954年亚洲运动会和1958年亚洲运动会男子100米金牌。